# Gare de Bazoches
La gare de Bazoches est une gare ferroviaire fermée française de la ligne de Soissons à Givet, située sur le territoire de la commune de Bazoches-sur-Vesles, dans le département de l'Aisne en Hauts-de-France.
C'était une halte voyageurs de la Société nationale des chemins de fer français (SNCF), desservie par des trains TER Grand Est et TER Hauts-de-France.

## Situation ferroviaire
Établie à 59 mètres d'altitude, la gare de Bazoches est située au point kilométrique (PK) 23,175 de la ligne de Soissons à Givet entre les gares ouvertes de Soissons, dont elle est séparée par un tronçon déclassée, et de Fismes. Gare de bifurcation, elle est l'aboutissement au PK 124,297 de la ligne de Trilport à Bazoches.
Elle dépend de la région ferroviaire de Reims. Elle dispose de deux voies principales (V1 et V2) et de deux quais d'une « longueur continue maximale » (longueur utile) de 45 m pour le quai de la voie V1 et de 76 m pour le quai de la voie V2.

## Histoire
Le premier bâtiment voyageurs est une toute petite structure d'un seul étage comportant deux travées. Il s'agit peut-être d'une maisonnette de garde-barrière.
Un nouveau bâtiment a été construit[Quand ?]. Il s'agit d'une halte de plan type 1903 munie d'une aile d'une seule travée et demie abritant dans un coin le guichet pour les voyageurs.
Ce bâtiment pourrait être la conséquence des destructions liées à la Première Guerre mondiale.
Il a été désaffecté par la SNCF avant la fin du service voyageurs et sert d'habitation.

## Service des voyageurs

### Desserte
Depuis le 3 avril 2016, Bazoches n'est plus desservie par des trains de voyageurs.